# Koreanska vågen
Den koreanska vågen eller Hallyu (Hangul: 한류, betyder   "våg/flöde av Korea ") är ökningen av det globala intresset för den sydkoreanska populärkulturen sedan 1990-talet och framåt, främst driven av sociala medier och Youtube.